# León de Ostia

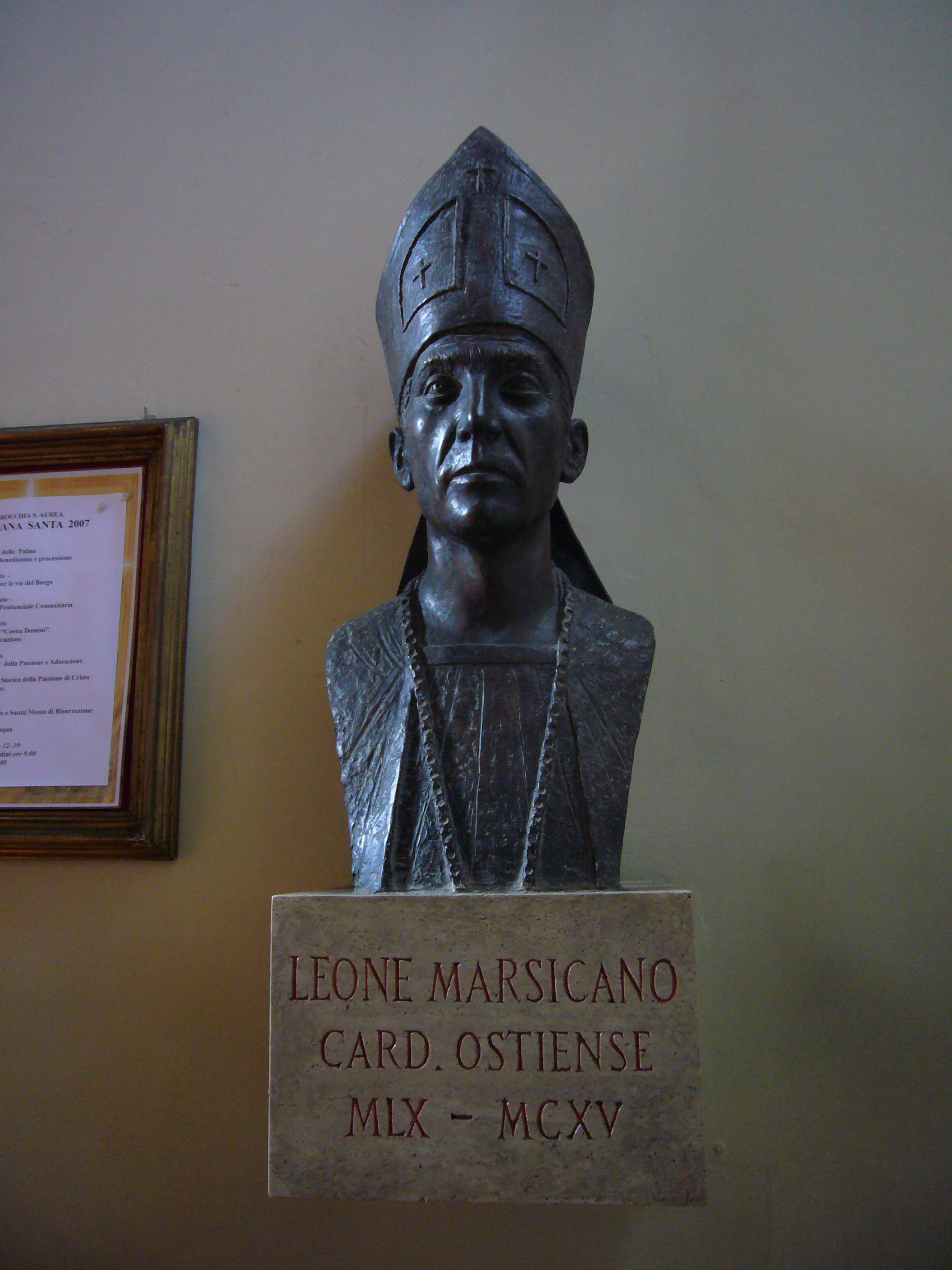
Busto moderno de Leo de Ostia.

Leo Marsicanus (de significado de los Marsi; en lengua latina: Leo Marsicanus o Leo Ostiensis) era de noble cuna y se convirtió en monje en Montecassino sobre el año 1061. En Montecassino, trabó amistad con Desiderius de Benevento, quien posteriormente fue el Papa Víctor III, y fue a él a quien Leo dedicó su más famosa obra como historiador y cronista: la Chronicon Monasterii Casinensis. El cronista se basó en el trabajo previo de Amatus de Montecassino, pero también en tradiciones orales y otros archivos. Fue comenzado tras 1075 y Leo lo terminó en 1098; fue continuado por el bibliotecario monástico Pedro el Diácono. En el año 1101, el Papa Pascual II le hizo cardenal obispo de Ostia.